# Panóias (Ourique)
 Panóias ist ein Ort und eine Gemeinde (Freguesia) in Portugal
im Landkreis von Ourique im Baixo Alentejo gelegen mit 110,5 km² Fläche und 496 Einwohnern (Stand 30. Juni 2011). Die Bevölkerungsdichte beträgt 4,5 Einwohner pro km². Die Bahnstation von Panóias wurde bereits in den 1980er Jahren geschlossen. Der Ort liegt an der Linha do Alentejo.

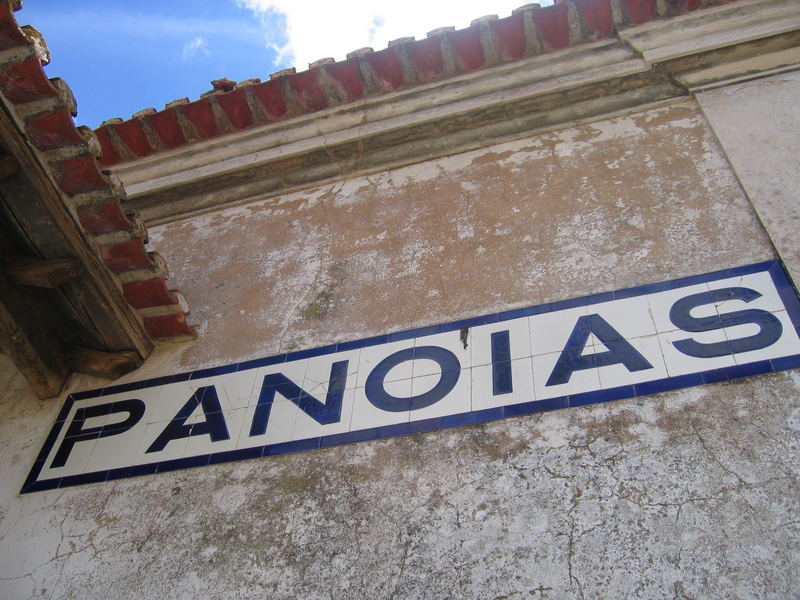
Stillgelegter Bahnhof von Panóisas.